# Empurany
Empurany är en kommun i departementet Ardèche i regionen Auvergne-Rhône-Alpes i sydöstra Frankrike. Kommunen ligger  i kantonen Lamastre som ligger i arrondissementet Tournon-sur-Rhône. År 2022 hade Empurany 573 invånare.

## Befolkningsutveckling
Antalet invånare i kommunen Empurany
Referens: INSEE